# Calchas anlasi
Espèce
Calchas anlasi est une espèce de scorpions de la famille des Iuridae.

## Distribution
Cette espèce se rencontre en Turquie dans la province d'Hakkari et en Irak dans la province d'Erbil.

## Description
Le mâle holotype mesure 28,55 mm et les femelles de 35,40 à 42,90 mm

## Étymologie
Cette espèce est nommée en l'honneur de Sinan Anlaş.

## Publication originale
- Yağmur, Soleglad, Fet & Kovařík, 2013 : Etudes on Iurids, VI. Further Revision of Calchas Birula, 1899 (Scorpiones: Iuridae), with a Description of a New Genus and Two New Species. Euscorpius, no 159, p. 1−37 (texte original).